# ابی سفلی
ابی سفلی، روستایی از توابع بخش محمود آباد شهرستان خدابنده در استان زنجان ایران است.و شیخ محمد امین غفاری و دوستش رضا غفاری به آبیاری مزرعه های این روستا می روند.

## جمعیت
این روستا در دهستان خرارود قرار دارد و براساس سرشماری مرکز آمار ایران در سال ۱۳۸۵، جمعیت آن ۱٬۷۶۸ نفر (۴۰۰خانوار) بوده‌است.